# Площадь Старый Торг
Старый Торг (с 1937 по 1991 год — площадь Ленина) — площадь в историческом центре Калуги. Ограничена зданием Администрации Губернатора Калужской области, комплексом Гостиного двора, улицами Воробьёвской и Набережной. 

## История
В XVII веке площадь занимала территорию, ограниченную с запада прудами и оборонительным рвом, по которому протекала речка Городенка, на востоке — Никитским рвом и кузницами, с юга — Солдатской слободой, а на севере доходила до Никитской церкви. Вся территория площади была отведена под торговые ряды и была одним из наиболее людных мест в старой Калуге. Здесь же начал формироваться административный центр города.
После того, как в 1776 году Калуга стала центром наместничества, и был составлен генеральный план застройки города, местность претерпела значительные изменения. На месте бывшего кремля было начато строительство Присутственных мест, во время которого срыты оставшиеся от сгоревшей крепости оборонительные валы. По дну Городенского рва были уложены дренажные трубы, а сам ров засыпан в 1782 году. В дальнейшем место, где были проложены трубы получило название Трубянка. От площади до Московских ворот проведена улица Новая Московская (ныне Ленина). При этом разобраны и перенесены на другие места две церкви (Параскевы Пятницы и Сретения Богородицы), стоявшие ранее на площади, и построены новые дома.
Старые деревянные лавки были перенесены со Старого Торга на хлебную площадь, а мясные — к Березуевскому оврагу (ныне Центральный рынок).
В 1785 году началось строительство Гостиного двора, продолжавшееся почти 40 лет.
В 1809 году от водоносных источников близ Архангельской церкви до площади был проведен водопровод, оканчивавшийся круглым чугунным фонтаном. Жители близлежащих улиц набирали из него воду для питья, а также поили из него лошадей. После обустройства городского водопровода в 1886 году, фонтан был перенесён в городской сад, а на площади сооружена водоразборная будка.
К середине XIX века площадь была окончательно застроена по периметру зданием купеческого собрания.
После Февральской революции на площади проходили массовые митинги и манифестации. Первая многотысячная демонстрация, митинг и парад состоялась здесь на второй день после установления советской власти в Калуге.
Осенью 1918 года на месте рынка на Трубянке было решено сделать площадь, которую назвали в честь калужских эсеров братьев Радиловых.
В 1920 году Плац-парадную площадь, примыкающую к Старому Торгу, переименовали в площадь Свободы и установили на ней одноимённый памятник, сделанный по образцу монумента напротив здания Моссовета, который однако простоял там недолго.
Спустя три года, после смерти Ленина, на этом месте ему было решено установить памятник. Собрав деньги, калужане заказали бронзовую статую в Ленинградской Академии художеств, где её создал скульптор В. В. Козлов.
Новый памятник на площади Свободы был торжественно открыт 6 июля 1924 года. Сама территория площади в 1923—1924 годах была расчищена и расширена под сквер силами молодежи Калуги, выполнявшими постановление Наркоматов внутренних дел и здравоохранения об увеличении площади садов и парков. Новый сквер переименовали в честь Ленина.
В южной части Старого Торга, где начиналась площадь Радиловых (Трубянка), на праздники стали устанавливать трибуну для выступлений руководства. В начале 1930-х на том же месте было построено капитальное сооружение по проекту скульптора Реброва, формой напоминающее мавзолей Ленина. Во время первого общегородского субботника 12 апреля 1934 года было снято старое булыжное покрытие и разбит сквер.
В 1935 году в рамках мероприятий по благоустройству города в сквере имени Ленина был сооружен фонтан.
В дни немецкой оккупации, с 12 октября 1941 года, площадь сильно пострадала: почти все здания вокруг неё были сожжены, фонари около Гостиных рядов превращены в виселицы. Вся территория сквера имени Ленина использовалась как кладбище для немецких солдат. После окончания войны сквер был восстановлен.
На месте трибуны, разрушенной во время войны, 31 декабря 1950 года открыли Областную Доску Почёта. В 1952 году в рамках мероприятий по случаю столетия со дня смерти Н. В. Гоголя, сквер Радиловых был переименован в его честь. 25 августа 1955 в сквере был установлен бюст писателя, а аллеи вокруг бюста были засажены деревьями и кустарниками.
В 1954—1955 годах в сквере Ленина была установлена скульптурная композиция «Великие вожди», которая находилась там до декабря 1961 года, когда было решено убрать все изображения Сталина в городе.
30 марта 1956 года на площади Ленина торжественно открыто движение троллейбуса.
В 1976 году, когда начались работы по возведению здания обкома КПСС (ныне — здание обладминистрации), сквер Гоголя с прилегающим к нему стадионом «Спартак» попали под снос. Снесён был также ряд двухэтажных домов, ранее стоявших с южной стороны площади, в которых до революции размещалась ременсленная управа. Поскольку площадка, выбранная для строительства обкома, находилась в низине, её «подняли» и выровняли, завезя грунт, из-за чего Гостиный двор «ушел под землю». Здание было завершено в 1983 году, а 10 сентября 1984 года на площадь перед ним был перенесён памятник Ленину из сквера по соседству.
4 ноября 1991 года в рамках декоммунизации площади было возвращено прежнее название Старый Торг.
В 2014 году по правую и левую сторону от памятника Ленину перед зданием администрации были установлены фонтаны. В 2017 году городские власти заявили, что памятник установлен якобы «незаконно» и его следует перенести в сквер Ленина, а вместо этого планировалось там установить памятник Ивану III. Данная инициатива чиновников было встречено калужской общественностью неоднозначно. Историки, деятели культуры и общественники высказались против установки памятника Ивану III вместо Ленина. Однако в ночь с 30 по 31 мая памятник Ленину в оцеплении полиции был всё же демонтирован и перенесён в соседний сквер, а 12 ноября, на его месте был установлен памятник Ивану III.